# Монтенегро-де-Камерос
Монтенегро-де-Камерос (ісп. Montenegro de Cameros) — муніципалітет в Іспанії, у складі автономної спільноти Кастилія-і-Леон, у провінції Сорія. Населення — 92 особи (2010).
Муніципалітет розташований на відстані близько 200 км на північний схід від Мадрида, 43 км на північний захід від Сорії.

## Демографія
Динаміка населення (INE ):

## Галерея зображень

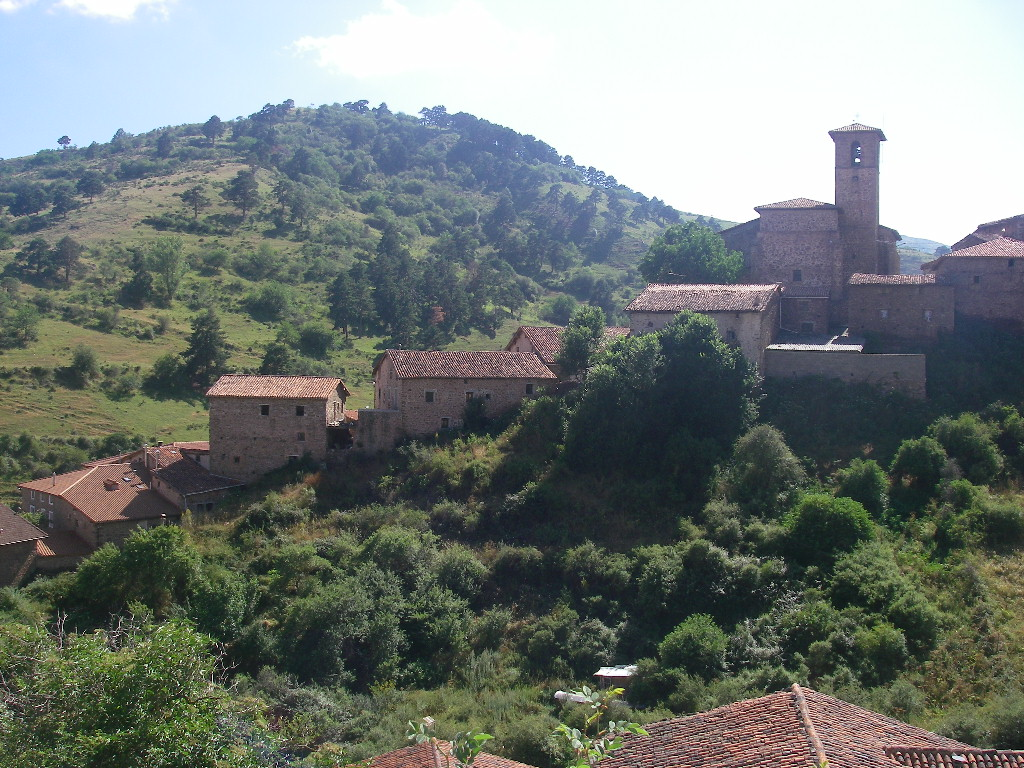
Монтенегро-де-Камерос
Розташування муніципалітету Монтенегро-де-Камерос
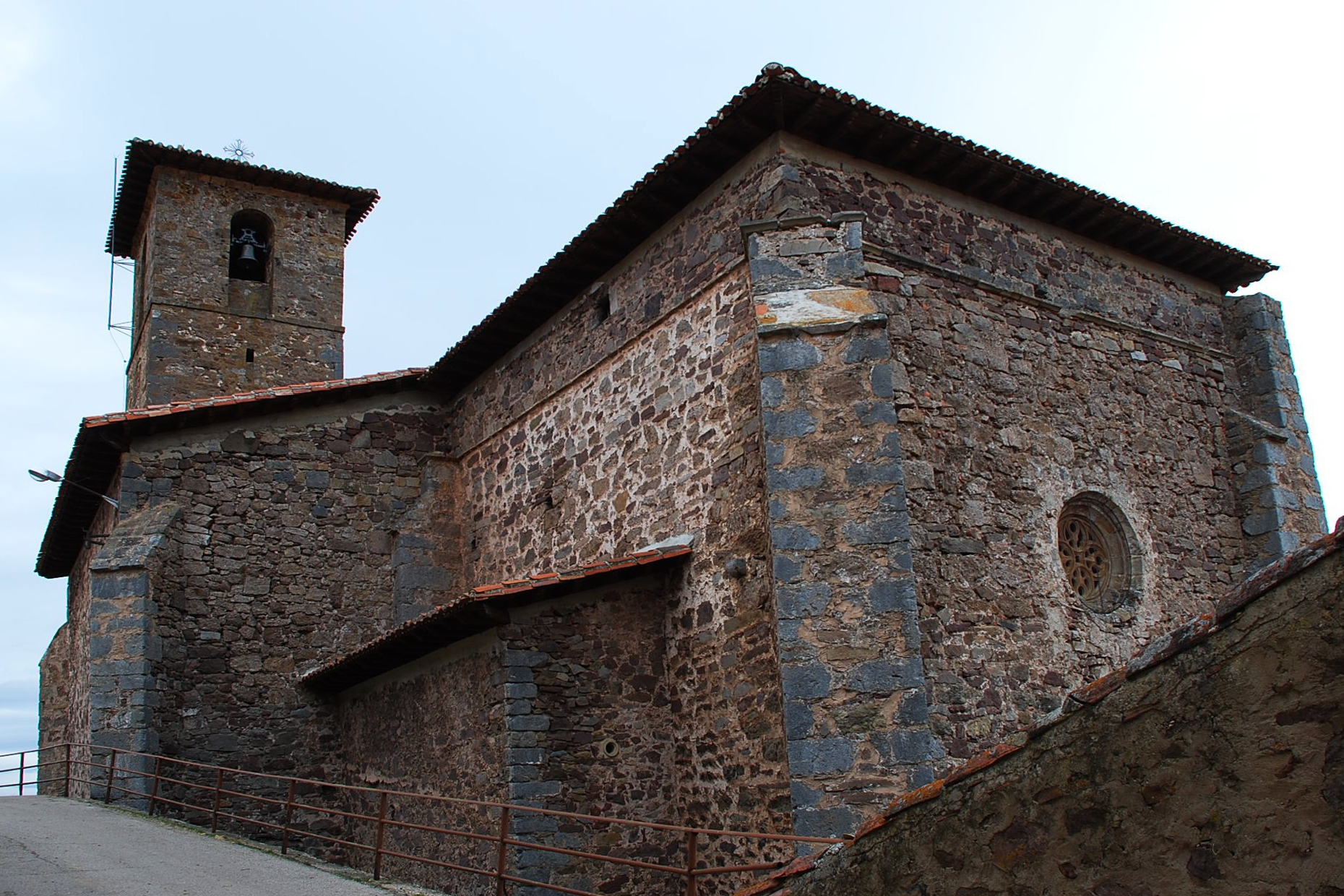
Церква у Монтенегро-де-Камерос